# Heinrich Denzinger
Pour la compilation de documents ecclésiastiques, voir Enchiridion Symbolorum.
Pour les articles homonymes, voir Denzinger.
Heinrich Denzinger (nom complet : Heinrich Joseph Dominicus Denzinger[pertinence contestée] ; né le 10 octobre 1819 et mort le 19 juin 1883) est un prêtre et théologien catholique allemand.

## Biographie
Heinrich Joseph Dominicus Denzinger est né le 10 octobre 1819 à Liège. En 1831, sa famille retourne à Wurtzbourg. Il entre au séminaire de Wurtzbourg en 1838, puis au Collège germanique à Rome en 1841, il est ordonné prêtre en 1844, et obtient un diplôme en théologie. Il devient curé et professeur de théologie. Il écrit de nombreux ouvrages très prisés des théologiens. C'est un pionnier de la théologie positive et de la dogmatique historique (ou histoire des dogmes).
Il meurt le 19 juin 1883 à Wurtzbourg.

## Le Denzinger
Son œuvre majeure est l'Enchiridion symbolorum (1854), une collection de textes catholiques qui a fait l'objet de très nombreuses rééditions. Cet ouvrage est aussi appelé le Denzinger, en référence à Heinrich Denzinger.

## Œuvres
- Über die Aechtheit des bisherigen Textes der Ignatianischen Briefe, 1849
- Die spekulative Theologie Günthers, 1853
- Theologia Graecorum Patrum vindicata circa materiam gratiae, 1853
- Enchiridion symbolorum et definitionum, 1854
- Vier Bücher von der religiosen Erkenntniss, 1856-57
- De peccato originali, 1857
- Divinitas D. N. Jesu Christi, 1859
- Ritus Orientalium, Coptorum, Syrorum et Armenorum, 1863-64

## Banques de données, dictionnaires et encyclopédies
- Notices dans des dictionnaires ou encyclopédies généralistes :   - Brockhaus
  - Deutsche Biographie
  - Gran Enciclopèdia Catalana
  - Internetowa encyklopedia PWN
  - Nationalencyklopedin
  - Proleksis enciklopedija
  - Treccani
- Notices d'autorité :   - VIAF
  - ISNI
  - BnF (données)
  - IdRef
  - LCCN
  - GND
  - Italie
  - Japon
  - CiNii
  - Espagne
  - Belgique
  - Pays-Bas
  - Pologne
  - Israël
  - NUKAT
  - Catalogne
  - Vatican
  - Australie
  - WorldCat